# Azad Al-Barazi
Azad Al-Barazi (ar. ازاد البرازي, ur. 4 stycznia 1988 roku w Rijadzie) – syryjski pływak specjalizujący się w stylu klasycznym. Posiada również obywatelstwo amerykańskie. Uczestnik igrzysk olimpijskich w Londynie i Rio de Janeiro.

## Życiorys

### Początki
W 2010 ukończył studia na Uniwersytecie Hawajskim. Tam rozpoczął przygodę z pływaniem.
Następnie, pod okiem trenera Daeva Salo, rozpoczął treningi w klubie Hawaii Rainbow Warriors.

### Mistrzostwa Azji
Zdobył brąz na mistrzostwach Azji w 2017 roku w konkurencji 50 metrów stylem klasycznym.

### Igrzyska olimpijskie
Brał udział w igrzyskach w Londynie. W konkurencji 100 metrów stylem klasycznym zajął 39. miejsce, uzyskując czas 1:03,48. Tym samym odpadł z dalszej rywalizacji.
Z występem w Rio wiąże się pewien incydent. Gdy Barazi przyleciał na lotnisko Rio de Galeao, przez trzy godziny był przetrzymywany pod okiem strażników, gdyż uznano, że nie jest pływakiem i planuje nielegalnie przekroczyć granicę. Po wyjaśnieniu sytuacji po telefonie do MKOL i okazaniu kilku dokumentów zawodnik został zwolniony i udał się do wioski olimpijskiej. W konkurencji 100 metrów stylem klasycznym uzyskał czas 1:02, 22, plasując się na 36. miejscu, które nie było promocją do kolejnej rundy.

### Obecnie
Obecnie pracuje jako ratownik wodny w stanie Los Angeles w zatoce Santa Monica. Na stałe mieszka w Kalifornii.